# Euplectrus australiensis
Euplectrus australiensis är en stekelart som beskrevs av William Harris Ashmead 1900. Euplectrus australiensis ingår i släktet Euplectrus och familjen finglanssteklar. Inga underarter finns listade i Catalogue of Life.